# Eu(dpm)3
Eu(dpm)3 ist eine chemische Verbindung mit der Halbstrukturformel Eu[OCC(CH3)3CHCOC(CH3)3]3. Diese Koordinationsverbindung wird hauptsächlich in der NMR-Spektroskopie eingesetzt, um Signale zu verschieben (shiften). Eu(dpm)3 ist eins der ersten Lanthanoid-Shift-Reagenzien und wurde erstmals von Hinckley 1969 bei der Untersuchung von Cholesterin verwendet.

## Struktur und Reaktivität
Eu(dpm)3 besteht aus drei zweizähnigen dpm-Liganden, die an ein Eu-Zentrum binden. Das Dipivaloylmethanoat (dpm) ist strukturell verwandt mit dem Acetylacetonat (acac), dabei sind die zwei Methyl-Gruppen durch tert-Butyl-Gruppen substituiert. Das Metall besitzt eine Elektronenkonfiguration f6. Die sechs Elektronen sind ungepaart – jedes befindet sich in einem anderen einfach-besetzten f-Orbital – woraus ein ausgeprägter Paramagnetismus des Komplexes folgt. Der Komplex ist eine Lewis-Säure und kann seine Koordinationszahl von 6 auf 8 erhöhen. Die Verbindung besitzt eine hohe Affinität gegenüber harten Lewis-Basen, wie Sauerstoffatomen in Ethern und Stickstoffatomen in Aminen.

## Verwendung
Eu(dpm)3 wird hauptsächlich in der NMR-Spektroskopie verwendet und hat dort ein breites Anwendungsgebiet als Lanthanoid-Shift-Reagenzien. Es kann unter anderem zur Molmassenbestimmung von Polypropylenglycol, sowie in der Strukturaufklärung verwendet werden. Außerdem wird es in vielen Untersuchungen zur Wirkungsweise von Shift-Reagenzien verwendet.